# Agave gracilipes
Agave gracilipes är en sparrisväxtart som beskrevs av William Trelease. Agave gracilipes ingår i släktet Agave och familjen sparrisväxter. Inga underarter finns listade i Catalogue of Life.